# Костантин Рамул
Костантин Рамул (ест. Konstantin Ramul; *30 травня 1879, Курессааре — †11 лютого 1975, Тарту) — естонський вчений-психолог, професор, довгий час був завідувачем кафедри психології Тартуського університету.
Він найбільше відомий своїми роботами над історією експериментальної психології.
Рамул вважав, що історія залежить від психології, хоча філософ науки Ернест Наґель критикував його за те, що він «не чітко наводить типи психологічних досліджень, які відносяться і до сфери істориків» (Наґель 1934, pp. 599—600).